# Wiesław Kwiatkowski
Wiesław Kwiatkowski (ur. 18 maja 1951 w Szczecinie, zm. 2 października 2010 w Gdyni) – polski piłkarz występujący na pozycji napastnika. Był wychowankiem Chrobregi Szczecin. Następnie został zawodnikiem Arkonii Szczecin, zaś w 1975 roku trafił do Arki Gdynia. W 1979 roku wraz z tym klubem zdobył Puchar Polski. Jest także autorem pierwszego gola Arki w europejskich pucharach oraz reprezentantem Polski B. W 1983 roku zakończył karierę. Zmarł 2 października 2010 roku w wieku 59 lat.

## Sukcesy

### Arka Gdynia
II liga
Mistrzostwo (1): 1975/76
Puchar Polski
Zdobywca (1): 1978/79